# МКС-72
МКС-72 — семьдесят вторая долговременная экспедиция Международной космической станции (МКС), которая началась в момент отстыковки пилотируемого космического корабля «Союз МС-25» 23 сентября 2024 года, 08:36 UTC. Экспедиция начала работу в составе девяти человек, перешедших из экипажа МКС-71.
29 сентября 2024 года, 21:30 UTC в момент стыковки корабля SpaceX Crew-9 экспедиция пополнилась ещё двумя членами экипажа. 23 октября 2024 года, 21:05 UTC предыдущий корабль SpaceX Crew-8 отстыковался от станции и вернулся на Землю 25 октября, 07:29 UTC с четырьмя членами экипажа.
16 марта 2025 года, 04:04 UTC в момент стыковки корабля SpaceX Crew-10 экспедиция пополнилась ещё четырьмя членами экипажа. 18 марта 2025 года, 05:05 UTC предыдущий корабль SpaceX Crew-9 отстыковался от станции и вернулся на Землю 18 марта 2025 года, 21:57 UTC с четырьмя членами экипажа, включая двух астронавтов, прибывших на станцию 6 июня 2024 года на корабле Boe-CFT.
8 апреля 2025 года, 08:58 UTC экспедицию пополнили ещё три члена экипажа в момент стыковки корабля Союз МС-27. Завершилась экспедиция МКС-72 19 апреля 2025 года, 21:57 UTC в момент отстыковки от станции корабля Союз МС-26 с тремя членами длительного экипажа МКС.

## Экипаж
| Должность                 | 23.09.24 —29.09.24                                   | 29.09.24 —23.10.24                                   | 23.10.24—16.03.25                                    | 16.03.25—18.03.25                                    | 18.03.25—08.04.25                       | 08.04.25—19.04.25                       | № полёта | Дата прибытия                           | Корабль доставки        | Отбытие          | Корабль отбытия  |
| ------------------------- | ---------------------------------------------------- | ---------------------------------------------------- | ---------------------------------------------------- | ---------------------------------------------------- | --------------------------------------- | --------------------------------------- | -------- | --------------------------------------- | ----------------------- | ---------------- | ---------------- |
| Бортинженер               | Мэттью Доминик                                       | Мэттью Доминик                                       |                                                      |                                                      |                                         |                                         | 1        | Перевод из МКС-71 (на МКС с 05.03.2024) | SpaceX Crew-8           | 23.10.2024       | SpaceX Crew-8    |
| Бортинженер               | Майкл Барратт                                        | Майкл Барратт                                        | 3                                                    |                                                      |                                         |                                         |          | Перевод из МКС-71 (на МКС с 05.03.2024) | SpaceX Crew-8           | 23.10.2024       | SpaceX Crew-8    |
| Бортинженер               | Джанетт Эппс                                         | Джанетт Эппс                                         | 1                                                    |                                                      |                                         |                                         |          | Перевод из МКС-71 (на МКС с 05.03.2024) | SpaceX Crew-8           | 23.10.2024       | SpaceX Crew-8    |
| Бортинженер               | Александр Гребёнкин                                  | Александр Гребёнкин                                  | 1                                                    |                                                      |                                         |                                         |          | Перевод из МКС-71 (на МКС с 05.03.2024) | SpaceX Crew-8           | 23.10.2024       | SpaceX Crew-8    |
| Бортинженер               | Барри Уилмор                                         | Барри Уилмор                                         | Барри Уилмор                                         | Барри Уилмор                                         |                                         |                                         | 3        | Перевод из МКС-71 (на МКС с 06.06.2024) | Boeing Crew Flight Test | 18.03.2025       | SpaceX Crew-9    |
| Командир МКС              | Сунита Уильямс (командир с 22.09.2024 по 07.03.2025) | Сунита Уильямс (командир с 22.09.2024 по 07.03.2025) | Сунита Уильямс (командир с 22.09.2024 по 07.03.2025) | Сунита Уильямс (командир с 22.09.2024 по 07.03.2025) | 3                                       |                                         |          | Перевод из МКС-71 (на МКС с 06.06.2024) | Boeing Crew Flight Test | 18.03.2025       | SpaceX Crew-9    |
| Бортинженер, командир МКС | Алексей Овчинин (командир с 07.03.2025)              | Алексей Овчинин (командир с 07.03.2025)              | Алексей Овчинин (командир с 07.03.2025)              | Алексей Овчинин (командир с 07.03.2025)              | Алексей Овчинин (командир с 07.03.2025) | Алексей Овчинин (командир с 07.03.2025) | 4        | Перевод из МКС-71 (на МКС с 11.09.2024) | Союз МС-26              | 19.04.2025       | Союз МС-26       |
| Бортинженер               | Иван Вагнер                                          | Иван Вагнер                                          | Иван Вагнер                                          | Иван Вагнер                                          | Иван Вагнер                             | Иван Вагнер                             | 2        | Перевод из МКС-71 (на МКС с 11.09.2024) | Союз МС-26              | 19.04.2025       | Союз МС-26       |
| Бортинженер               | Доналд Петтит                                        | Доналд Петтит                                        | Доналд Петтит                                        | Доналд Петтит                                        | Доналд Петтит                           | Доналд Петтит                           | 4        | Перевод из МКС-71 (на МКС с 11.09.2024) | Союз МС-26              | 19.04.2025       | Союз МС-26       |
| Бортинженер               |                                                      | Ник Хейг                                             | Ник Хейг                                             | Ник Хейг                                             |                                         |                                         | 3        | 29.09.2024                              | SpaceX Crew-9           | 18.03.2025       | SpaceX Crew-9    |
| Бортинженер               | Александр Горбунов                                   | Александр Горбунов                                   | Александр Горбунов                                   | 1                                                    |                                         |                                         |          | 29.09.2024                              | SpaceX Crew-9           | 18.03.2025       | SpaceX Crew-9    |
| Бортинженер               |                                                      |                                                      |                                                      | Энн Макклейн                                         | Энн Макклейн                            | Энн Макклейн                            | 2        | 16.03.2025                              | SpaceX Crew-10          | Перевод в МКС-73 | Перевод в МКС-73 |
| Бортинженер               | Николь Айерс                                         | Николь Айерс                                         | Николь Айерс                                         | 1                                                    |                                         |                                         |          | 16.03.2025                              | SpaceX Crew-10          | Перевод в МКС-73 | Перевод в МКС-73 |
| Бортинженер               | Такуя Ониши                                          | Такуя Ониши                                          | Такуя Ониши                                          | 2                                                    |                                         |                                         |          | 16.03.2025                              | SpaceX Crew-10          | Перевод в МКС-73 | Перевод в МКС-73 |
| Бортинженер               | Кирилл Песков                                        | Кирилл Песков                                        | Кирилл Песков                                        | 1                                                    |                                         |                                         |          | 16.03.2025                              | SpaceX Crew-10          | Перевод в МКС-73 | Перевод в МКС-73 |
| Бортинженер               |                                                      |                                                      |                                                      |                                                      |                                         | Сергей Рыжиков                          | 3        | 08.04.2025                              | Союз МС-27              | Перевод в МКС-73 | Перевод в МКС-73 |
| Бортинженер               | Алексей Зубрицкий                                    | 1                                                    |                                                      |                                                      |                                         |                                         |          | 08.04.2025                              | Союз МС-27              | Перевод в МКС-73 | Перевод в МКС-73 |
| Бортинженер               | Джонатан Ким                                         | 1                                                    |                                                      |                                                      |                                         |                                         |          | 08.04.2025                              | Союз МС-27              | Перевод в МКС-73 | Перевод в МКС-73 |

## Ход экспедиции

### Выходы в открытый космос
- 19 декабря 2024 года,  Алексей Овчинин и  Иван Вагнер, выход из модуля «Поиск» длительностью 7 ч 17 мин, установка рентгеновского спектрометра СПИН-Х1-МВН на внешней поверхности модуля "Звезда"[11].
- 16 января 2025 года,  Ник Хейг и  Сунита Уильямс, выход из модуля "Квест" длительностью 6 ч 00 мин, замена блока гироскопа, перемещение отражателя на IDA-3, ремонт рентгеновского телескопа NICER и подготовка альфа-магнитного спектрометра к модернизации[12].
- 30 января 2025 года,  Барри Уилмор и  Сунита Уильямс, выход из модуля "Квест" длительностью 5 ч 26 мин, демонтаж неисправного блока электроники с антенны связи на ферменной конструкции правого борта МКС и сбор образцов микроорганизмов. Сунита Уильямс установила новый мировой рекорд по суммарной длительности выходов в открытый космос женщины (62 ч 06 мин), превзойдя предыдущее достижение Пегги Уитсон[13] от 23 мая 2017 года.

### Принятые грузовые корабли
- SpaceX CRS-31, запуск 5 ноября 2024 года, 02:29 UTC[14], стыковка 5 ноября 2024 года, 14:52 UTC к модулю «Гармония» (IDA-2 на PMA-2)[15].
- «Прогресс МС-29», запуск 21 ноября 2024 года, 12:22 UTC[16], стыковка 23 ноября 2024 года, 14:31 UTC к зенитному узлу модуля «Поиск».[17].
- «Прогресс МС-30», запуск 27 февраля 2025 года, 21:24 UTC[18], стыковка 1 марта 2025 года, 23:02 UTC к кормовому узлу модуля «Звезда»[19].

### Отстыкованные грузовые корабли
- «Прогресс МС-27», отстыковка 19 ноября 2024 года, 12:53 UTC от зенитного узла модуля «Поиск»[20], затопление 19 ноября 2024 года, 16:51 UTC[21].
- SpaceX CRS-31, отстыковка 16 декабря 2024 года, 16:05 UTC от модуля «Гармония» (IDA-2 на PMA-2), приводнение 17 декабря 2024 года, 18:39 UTC.
- «Прогресс МС-28», отстыковка 25 февраля 2025 года, 20:17 UTC от кормового узла модуля «Звезда»[22], затопление 26 февраля 2025 года, 00:05 UTC[23].
- Cygnus CRS NG-21, отстыковка 28 марта 2025 года, 10:57 UTC от надирного узла модуля «Юнити»[24], затопление 30 марта 2025 года, 10:15 UTC.

### Перестыковка корабля
3 ноября 2024 года - перестыковка корабля  SpaceX Crew-9 с узла IDA-2 на PMA-2 модуля «Гармония» (отстыковка в 11:35 UTC) на узел IDA-3 на PMA-3 того же модуля (стыковка в 12:18 UTC). Экипаж из четырёх человек (Хейг, Горбунов, Уилмор, Уильямс) находился на борту корабля в ходе перестыковки. Эта плановая операция была необходима для обеспечения прибытия на станцию грузового корабля Dragon 2 миссии CRS-31, запуск которого был осуществлён 5 ноября.